# Relaciones Angola-Uruguay
Las relaciones Angola-Uruguay son las relaciones exteriores entre la República de Angola y la República Oriental del Uruguay. Ambas naciones son miembros del Grupo de los 77 y de las Naciones Unidas.

## Historia
Angola y Uruguay establecieron relaciones diplomáticas el 26 de marzo de 1988. Inicialmente, las relaciones entre ambas naciones fueron limitadas y tuvieron lugar principalmente en las Naciones Unidas y a través del Cooperación Sur-Sur.
En 2014, Uruguay abrió su primera embajada residente en Luanda. La decisión de abrir la embajada fue para fortalecer las relaciones bilaterales que se han profundizado en la última década impulsadas por el interés mutuo mostrado por ambos gobiernos y desde el establecimiento de algunas inversiones directas angoleñas en el sector productivo de Uruguay. En enero de 2017, Angola abrió un consulado-general en Montevideo.
En febrero de 2019, el ministro de Relaciones Exteriores del Uruguay, Rodolfo Nin Novoa, realizó una visita a Angola. Durante su visita, el ministro Nin Novoa se reunió con el presidente de Angola, João Lourenço, y ambas naciones firmaron numerosos acuerdos bilaterales y discutieron negocios y el aumento de las inversiones entre ambas naciones.
En 2021, Uruguay cerro su embajada en Luanda por ajuste presupuestal.

## Acuerdos bilaterales
Ambas naciones han firmado varios acuerdos, como un Acuerdo entre el Ministerio de Agricultura y Desarrollo Rural de Angola y el Ministerio de Ganadería, Agricultura y Pesca de Uruguay (2002); Acuerdo entre el Instituto de Investigación Agrícola y Veterinaria de Angola y el Instituto Nacional de Investigación Agrícola del Uruguay (2002); Acuerdo de cooperación económica, científica, técnica y cultural (2003); Memorando de entendimiento para el establecimiento de consultas políticas (2008); Acuerdo sobre la supresión de visas en pasaportes diplomáticos, oficiales y de servicio (2013); Acuerdo para la capacitación del personal entre la Fundación Eduardo dos Santos (FESA) y la Universidad de la República del Uruguay (2017); Acuerdo para la facilitación de visas (2019); Acuerdo sobre la cooperación aduanera (2019) y un Memorando de entendimiento para la cooperación entre las academias diplomáticas de ambas naciones (2019).

## Misiones diplomáticas
- Angola está acreditada ante Uruguay desde su embajada en Brasilia, Brasil y tiene un consulado-general en Montevideo.[7]
- Uruguay está acreditado ante Angola desde su embajada en Pretoria, Sudáfrica.